# John Jacobsson
Jacques (John) Jacobsson, född 2 augusti 1835 i Stockholms mosaiska församling, Stockholm, död 4 juni 1909 i Hedvig Eleonora församling, Stockholm
, var en svensk musikhandlare och tonsättare.

## Biografi
Jacobsson studerade för Ludvig Norman, Gustaf Mankell och Franz Berwald. Han var anställd i Edvard Josephsons musikhandel och lånebibliotek från 1849 och övertog rörelsen 1861 och den därmed förenade pianoaffären och drev dessa till 1876. Han erhöll titeln "hovmusikhandlare". Jacobsson var även organist i synagogan.
Han belönades med Litteris et Artibus 1866 och invaldes den 27 mars 1888 som ledamot nr 477 av Kungliga Musikaliska Akademien.

## Verk
Jacobsson gjorde sig känd som flitig och melodiös tonsättare av i synnerhet solosånger, bland vilka en del vunnit popularitet. Han komponerade även flerstämmiga sånger och pianostycken samt större verk, såsom en mässa, ouvertyren Sommarminnen (1876), En dröm (1881; ballad med orkester), Sveriges fana (för manskör och solo med orkester), kammarmusik, festmarscher m.m. Operetten Ungmors kusin gavs med bifall 1868.